# Схалль Хольберг, Бритта
Бритта Схалль Хольберг (дат. Britta Schall Holberg; 25 июля 1941, Глумсё, коммуна Нествед — 23 февраля 2022, Эбберуп, коммуна Ассенс) — датский политик.

## Ранняя биография
Родилась в семье землевладельца, но после развода родителей выросла с матерью в Биркерёде. Окончила в Копенгагене в 1964 году учительскую семинарию, основанную некогда Натали Сале, в 1966 году вышла замуж за коллегу-учителя Йёргена Хансена. Супруги работали в школе в Биркерёде, затем в деревне Тусе близ Хольбека. Одновременно Схалль Хольберг увлеклась журналистикой и начала сотрудничать с отделом школ газеты Sjællands Tidende (ныне выходит как Sjællandske), в 1967 году вступила в партию Венстре, с 1970 г. входила в национальное правление партии. В 1977 г., унаследовав от отца поместье Хагенсков рядом с посёлком Эбберуп, переехала в коммуну Ассенс и на следующий год была избрана муниципальным депутатом, возглавляла депутатскую группу Венстре в муниципальном совете, была вице-бургомистром коммуны. Первым опытом работы Схалль Хольберг на уровне национальной политики стало её участие в Ассоциации муниципальных комиссий по социальным вопросам (дат. Sammenslutningen af Sociale udvalg), где она в 1976—1978 гг. была председателем, а затем до 1982 г. заместителем председателя.

## Парламент и министерство
В 1982 г. председатель партии Венстре Хеннинг Кристоферсен предложил Схалль Хольберг перебраться в столицу: в четырёхпартийном правительстве, сформированном Поулем Шлютером, она заняла пост министра внутренних дел, на котором оставалась до 1986 года, затем в 1986—1987 гг. была министром сельского хозяйства (на обоих постах она была первой в истории Дании женщиной). На парламентских выборах 1984 года была избрана в Фолькетинг от Кольдинга и сохраняла депутатский мандат до 1988 года.
К наиболее заметным достижениям Схалль Хольберг на министерском посту относится внедрение в Дании шведского опыта предоставления отдельным муниципалитетам, по их желанию, большей самостоятельности в распоряжении собственными финансами, и вообще попытка ослабить бремя регулирования муниципальной работы со стороны общенациональных бюрократических структур, — позднейшие исследователи полагают однако, что в полной мере эту программу реализовать не удалось. В то же время другие источники указывают, что главной задачей Схалль Хольберг в правительстве Шлютерса была экономия средств, и представление муниципалитетам большей самостоятельности преследовало цель сокращения государственных дотаций. Кроме того, Схалль Хольберг инициировала создание Совета по этике (дат. Etisk Råd) при датском правительстве (эта идея возникла в связи с широкими общественными дебатами по поводу искусственного оплодотворения).
На время пребывания Схалль Хольберг в должности министра внутренних дел пришлась так называемая «История с кровоточивыми» (дат. Blødersagen) — затяжной медийный скандал, вызванный тем, что несколько десятков больных гемофилией были инфицированы ВИЧ из-за переливания нестерилизованных препаратов крови и столкнулись с серьёзными проблемами при требовании компенсаций в суде: пресса возложила на министра значительную часть ответственности за затяжки с принятием решения об обязательной проверке донорской крови, газета Ekstra Bladet прямо назвала её убийцей, и репутация Схалль Хольберг сильно пострадала.
В должности министра сельского хозяйства Схалль Хольберг попала в другой резонансный конфликт, отстаивая интересы сельскохозяйственной отрасли против инициативы министра окружающей среды Кристиана Кристенсена по борьбе с азотным загрязнением: после того, как в результате длительных согласований был принят компромиссный закон, налагающий основное бремя борьбы с азотным загрязнением на промышленные предприятия и муниципалитеты, но не на сельскохозяйственное производство, выяснилось, что министерство сельского хозяйства значительно приуменьшало роль сельского хозяйства в выделениях азота в воду и воздух. Именно это в первую очередь привело к завершению министерской и парламентской карьеры Схалль Хольберг.

## Последующая деятельность
После ухода из фолькетинга Схалль Хольберг занималась журналистикой и общественной работой. В 1990—1998 гг. она была председателем Межцерковного совета Церкви Дании, в 1991—2002 гг. входила в Совет по профессиональному образованию. В 1998—2001 гг. возглавляла отдел политики выходившей в Оденсе газеты Fyens Stiftstidende. В 1997 году была удостоена почётного титула придворного егеря, присваиваемого в Дании как знак отличия крупным землевладельцам.
В начале XXI века коммуна Ассенс, в которой находится имение Хагенсков, получила права избирательного округа, и Схалль Хольберг в 2005—2011 гг. вновь была депутатом фолькетинга. Затем она несколько лет вела колонку в местной газете Lokalavisen Assens, занималась ремонтом имения, право владения которым передала в 2009 году старшему сыну, написала книгу о своей матери. В 2021 году была избрана председателем совета старейшин коммуны Ассенс.